# Xã Des Moines, Quận Boone, Iowa
Xã Des Moines (tiếng Anh: Des Moines Township) là một xã thuộc quận Boone, tiểu bang Iowa, Hoa Kỳ. Năm 2010, dân số của xã này là 13.602 người.